# Petúlia
Petúlia (títol original en anglès: Petulia) és una pel·lícula dels Estats Units de Richard Lester, estrenada el 1968. Ha estat doblada al català.

## Argument
Petulia és una jove de San Francisco, de vida fàcil, casada des de fa sis mesos amb un home jove i de vegades violent, David Danner. Una vesprada, s'enamora d'un metge a la quaratena, recentment divorciat i seductor, Archie Bollen. I el desordre s'instal·la en la seva vida.

## Repartiment
- Julie Christie: Petulia Danner
- George C. Scott: Dr. Archie Bollen
- Richard Chamberlain: David Danner
- Arthur Hill: Barney
- Shirley Knight: Polo
- Pippa Scott: May
- Kathleen Widdoes: Wilma
- Roger Bowen: Warren
- Richard Dysart: Recepcionista del motel
- Ruth Kobart: Nun
- Ellen Geer: Nun
- Lou Gilbert: Mr. Howard
- Nate Esformes: Mr. Mendoza
- Maria Val: Mrs. Mendoza
- Vincent Arias: Oliver
- Eric Weiss: Michael
- Kevin Cooper: Stevie
- Joseph Cotten: Mr. Danner
- The Grateful Dead: Ells mateixos
- Big Brother and the Holding Company: Ells mateixos
- The Committee: Ells mateixos
- Ace Trucking Company: Ells mateixos